# Landhaus Schenk

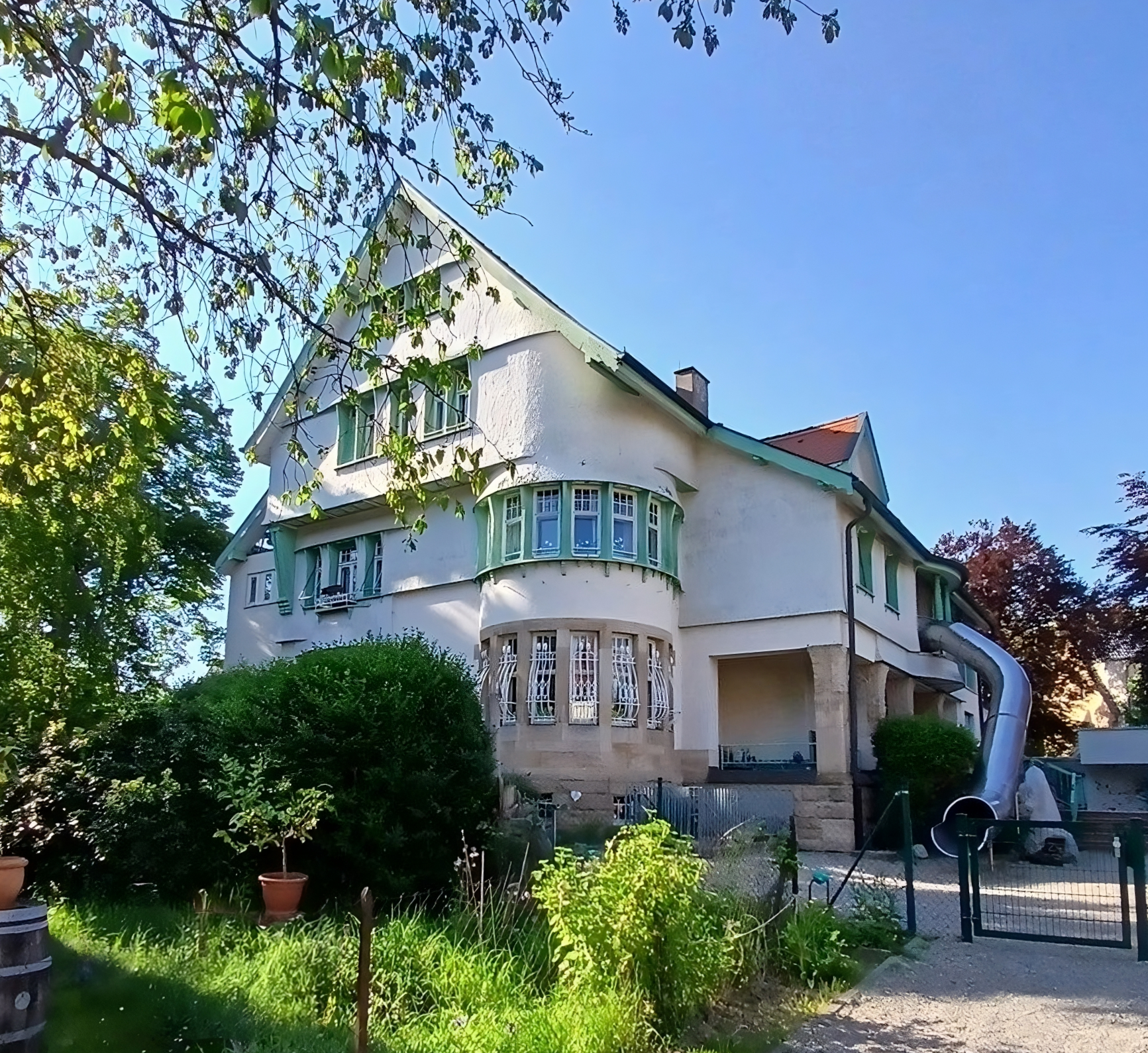
Ansicht von Süden her.

Das Landhaus Schenk, auch bekannt als Villa Schenk, ist eine Villa des deutschen Architekten Martin Dülfer, die in den Jahren 1905–1906 im Freiburger Osten für den Fabrikanten Wilhelm Schenk errichtet wurde. Sie zählt zu den letzten ausgeführten Villenentwürfen Dülfers und ist ein bedeutendes Beispiel für dessen architektonische Handschrift im Übergang vom Späthistorismus zum Jugendstil. Das Gebäude steht unter Denkmalschutz und beheimatet heute den Kindergarten St. Carolus der Pfarrgemeinde Hl. Dreifaltigkeit.

## Bauherr, Architekt, Baugeschichte und Nutzung
Auftraggeber der heute in der Schwarzwaldstraße 90a., vormals 27/78/96, gelegenen Villa war der Freiburger Fabrikant Wilhelm Schenk, Inhaber der in unmittelbarer Nähe gelegenen Nährmittelfabrik Muffler & Comp. in der Schwarzwaldstraße 80. Die Wahl des Grundstücks im damals noch peripher gelegenen Teil der Stadt stand wohl in direktem Zusammenhang mit der Nähe zum Fabrikstandort. Das Landhaus wurde in eine weitläufige Gartenanlage eingebettet, deren Grundstruktur trotz späterer Eingriffe in gewissen Teilen bis heute erhalten ist.
Als Architekten wählte Schenk den aus Breslau stammenden Titularprofessor Martin Dülfer (1859–1942), der seit den 1890er-Jahren in München lebte. Dülfer zählt zu den frühen Vertretern des Jugendstils in Deutschland. Seine Villa Bechtolsheim (1896–1898) gilt als eines der ersten Jugendstilbauten in Deutschland. Bekannt wurde er vor allem als Theaterarchitekt. Zu seinen bedeutendsten Bauten zählen das Stadttheater in Meran (1899–1900) und das Theater in Dortmund (1903–1904). In Freiburg trat Dülfer erstmals 1901 mit einem Wettbewerbsbeitrag für das dortige Stadttheater öffentlich in Erscheinung, konnte sich jedoch nicht durchsetzen. Das Landhaus Schenk blieb sein einzig realisiertes Bauwerk in der Stadt und gehört zu den letzten von ihm ausgeführten Villenentwürfen.
Die Bauarbeiten an dem Gebäude begannen 1905 und dauerten bis 1906 an. Die Baukosten beliefen sich hierbei auf 65.000 Mark. Das Landhaus Schenk vereint typische Merkmale des Jugendstils, wie geschwungene Linien und eine dekorative Fassade, mit klassizistischen Elementen, die den Übergang zur Reformarchitektur markieren. Es ist ein Beispiel für Martin Dülfers integrativen Ansatz, bei dem Architektur, Innenausstattung und Garten als gesamtheitliches Konzept behandelt wurden. Dülfer verband regionale Stilelemente mit modernen Jugendstilmotiven und schuf so ein harmonisches Gesamtkunstwerk.
Das Landhaus durchlief im 20. Jahrhundert mehrere Nutzungsphasen. Bereits zu Lebzeiten Wilhelm Schenks wurde das ursprünglich für einen „großen Haushalt“ konzipierte Gebäude im Inneren an veränderte Bedürfnisse angepasst. In den 1920er Jahren erwarb Pfarrer Karl Hausch von der Pfarrgemeinde Maria Hilf das Anwesen, um dort einen Kindergarten einzurichten. Im Mai 1928 übernahmen auf seine Einladung hin die Franziskanerinnen von Erlenbad die Leitung des Kindergartens und richteten zusätzlich eine Nähschule sowie Räume für die Krankenpflege ein. Der im Anwesen wohnende Caritasdirektor Prälat Alois Eckert beging in einem Raum des Gebäudes regelmäßig Eucharistiefeiern für eine kleine Altargemeinde, bestehend aus Bewohnern des zur Pfarrei Maria Hilf gehörenden Neubaugebiets. Aufgrund des regen Zulaufs reichte dieser Raum bald nicht mehr aus. 1936 wurde daher an der nordöstlichen Ecke des Gebäudes eine Kapelle angebaut. Auch nach dem Zweiten Weltkrieg stieg die Zahl der Gottesdienstbesucher weiter an, sodass die Kapelle bald erneut zu klein wurde. Im Jahr 1950 wurde schließlich die Pfarrkuratie St. Carolus als Teil der Pfarrgemeinde Maria Hilf gegründet – von Beginn an mit dem Ziel eines Kirchenneubaus. Mit der Weihe der Dreifaltigkeitskirche in der Hansjakobstraße im Jahr 1953 erhielt die Kuratie den Namen „Heiligste Dreifaltigkeit“. Im Jahr 2010 wurde der Kindergarten St. Carolus umfassend renoviert und umgebaut. Der Kapellenraum, in dem bis dahin noch regelmäßig Gottesdienste gefeiert worden waren, wurde dabei in einen Mehrzweckraum für den Kindergarten umgestaltet. Der Altarbereich blieb erhalten, wurde jedoch durch einen Vorhang vom restlichen Raum getrennt. Das äußere Erscheinungsbild des denkmalgeschützten Gebäudes ist – abgesehen von der später angebauten Kapelle, die einen Teil des Erdgeschosses verdeckt, sowie einer Kinderrutsche, die den ersten Stock mit dem Garten verbindet – weitgehend im ursprünglichen Zustand erhalten. Auch ein kleinerer Teil der immobilen Innenausstattung hat sich bewahrt.

## Architektur

### Außengestaltung
Dülfer griff bei der Gestaltung des Gebäudes auf ein bereits erprobtes Repertoire an Jugendstilelementen zurück, das er in früheren Villenbauten entwickelt hatte. Die äußere Erscheinung der Villa Schenk ist durch eine asymmetrische Bauweise und einen reich gegliederten Grundriss geprägt. Die vier Hauptfassaden sind jeweils unterschiedlich gestaltet und zeichnen sich durch ein Zusammenspiel von Vor- und Rücksprüngen, Loggien, Erkern und Veranden aus. Typisch für Dülfer ist der großzügige Ausbau des Dachbereichs mit weit auskragenden, tief gezogenen Dächern und baukörperhaften Ausbuchtungen. Anleihen an die regionale Bautradition der Schwarzwaldhäuser zeigen sich auch in der Verwendung von Holzschindeln und dem Vorkragen der oberen Geschosse. Dülfer integrierte regionale Elemente stets selektiv, frei und gestalterisch modifiziert – wie auch in seinen anderen Villenprojekten. So griff er beispielsweise bei der Villa Albert Schmitt, der Villa Stützel und der Villa Kalb auf barocke, alpenländische Stilmittel zurück, während bei der Villa Curry (neben amerikanischen Landhausdetails) oberbayerischer Bauernhäuser einbrachte.
Der asymmetrische Aufbau des Gebäudes ergibt sich im Wesentlichen aus dem unregelmäßigen Grundriss und führt zu vier sehr unterschiedlich gestalteten Schaufassaden. An der Nordfassade treten drei voneinander abweichende Loggientypen in Erscheinung: Auf der linken Seite ist eine Seitenöffnung der Ostloggia erkennbar, während sich auf der rechten Seite zwei übereinanderliegende Loggien befinden – eine Küchenloggia im Erdgeschoss und darüber eine kleinere, ursprünglich dem Töchterzimmer zugehörige Loggia. Im Zentrum der Fassade lockert ein großes, fünfteiliges Atelierfenster die Fläche auf. Die Westfassade zeigt ein komplexes Spiel aus vorspringenden und zurückgesetzten Baukörpern. Dominant tritt ein Querhaus hervor, aus dem wiederum ein Windfangvorbau ausgegliedert ist. Während auf der linken Seite des Querhauses das Dach tief herabgezogen ist – wodurch im Erdgeschoss lediglich die Öffnung der Küchenloggia sichtbar bleibt – ist das Dach auf der rechten Seite weit nach oben ausgeschnitten, was zu einer überraschenden Fassadenwirkung führt. Eine kleine, links im Giebel platzierte Loggia verstärkt den unkonventionellen Charakter dieses Fassadenabschnitts.
Eine weitere, gestalterisch eigenständige Fassade wird auf der Südseite sichtbar. Hier reicht die Wandfläche hoch in den Dachgiebel hinein. Im Erdgeschoss befindet sich links eine verglaste Ausbuchtung, über deren Dach ein kleiner Balkon platziert ist. Rechts reagiert ein großer, über Eck geführter Runderker auf dieses Element. Die Rundung setzt sich bis in den Giebel des zweiten Obergeschosses fort. Zusätzlich wird die Fassadenwand durch auskragende Elemente nach oben hin abgestuft. Nach dem Runderker zieht sich der Baukörper zurück und öffnet sich zur Ostseite hin mit einer Veranda im Erdgeschoss. Die Ostfassade ist durchgehend von einer langgestreckten, durch Pfeiler gegliederten Veranda geprägt. Ein zeitgenössischer Bericht hebt hervor, dass der Ausblick vom Speisezimmer und von der vorgelagerten Gartenterrasse gezielt auf das damals noch unverdeckte Höllental ausgerichtet wurde. Die Gartenanlage, trotz späterer Veränderungen noch weitgehend in ihrer ursprünglichen Gliederung erhalten, zeigt eine bewusste räumliche Strukturierung: An der Nordseite öffnen sich quer gestellte Hecken in südlich ausgerichtete Nischen, während im Süden ein Laubengang angelegt ist. Zentral liegt ein vertieftes, von Wegen umschlossenes Rasenfeld, das zum Haus hin durch eine niedrige Balustrade abgeschlossen wird.
Der dekorative Schmuck des Außenbaus ist insgesamt zurückhaltend eingesetzt. Eine Ausnahme bilden die bemalten Windbretter des Daches, die durch starke Farbkontraste auffallen. Besonders an den Ost- und Südfassaden konzentriert sich der ornamentale Aufwand. Die Pfeiler der Erdgeschoss-Veranda tragen rechteckige Blattkapitelle, die stilistische Parallelen zur Villa Curry in Riederau aufweisen. Ein Kapitell überrascht durch seine asymmetrische Ausführung. Korbgitter an den Erkerfenstern sind mit stilisierten Sonnenblumenornamenten versehen, die auch in Fenstergittern der Südfassade wiederkehren. Zwei Loggien – je eine an Nord- und Ostfassade – weisen eigenartige, ägyptisierende Säulen mit Pfauenaugen-Motiven und Lotoskapitellen auf. Eine große Konsole mit floralen Schnitzereien sowie eine tropfenförmige Pendellampe in der Veranda ergänzen die Ausstattung. Letztere wurde von Dülfer später im Gebäude der Bauingenieur-Abteilung in Dresden wiederverwendet.
Zur ursprünglichen Farbgebung des Außenbaus liegen keine gesicherten Erkenntnisse vor. Vermutlich beschränkte sich die Farbigkeit auf die Holzbauteile, wie Balkongitter, Säulen und Konsolen, die heute hellgrün gestrichen sind. Schwarzweiß-Fotografien deuten auf eine stärkere Kontrastierung der bemalten Windbretter hin. Schindeln und Putz blieben wohl in ihrem natürlichen Farbton, vergleichbar mit anderen Bauten Dülfers. Der verwendete gelbe Sandstein ergänzte das Farbkonzept.

### Innenarchitektur
Die immobile Innenausstattung der Villa ist in weiten Teilen original erhalten. Der Zugang zum Haus erfolgt über einen Windfang und ein Vorhaus, das in die zentrale Diele führt – ein in Dülfers Entwürfen wiederkehrendes Motiv. Diese Halle bildet den räumlichen und funktionalen Mittelpunkt des Hauses. Eine Treppe mit Podest erschließt das Obergeschoss. Ein fünfgliedriges Fensterband oberhalb des Podestes sorgt für eine großzügige Belichtung und verstärkt die räumliche Weite. Die Wände des Podestes sind mit zwei spiegelbildlich angeordneten Nischen versehen, in denen sich grün geflieste Blumenkasten-Konsolen befinden. Sie erzeugen die Wirkung eines kleinen Wintergartens. Im Erdgeschoss ist ein offener Kamin aus grauem Marmor und aus dem gleichen Material bestehende seitliche Sitzflächen in die Dielenhalle integriert. Ursprünglich war die Feuerstelle mit Bronzebeschlägen versehen. Die Halle ist mit einer Eichenholzvertäfelung ausgestattet, die sich auch in den angrenzenden Räumen wiederfindet. Ein gedrungenes Tonnengewölbe überspannt den Raum. Zwei profilierte Gesimsstuckleisten in den oberen Raumecken werden durch abgestufte Konsolen verbunden – ein dekoratives Detail, das sich sowohl in den überwiegend nicht mehr vorhandenen Möblierung als auch an anderen Stellen des Hauses wiederfindet. Diese formale Durchdringung legt nahe, dass Dülfer nicht nur den Bau, sondern auch die Innenausstattung selbst entworfen hat.
Vom zentralen Raum aus gelangt man in das Empfangszimmer, das Wohnzimmer sowie das großzügige Speisezimmer mit vorgelagerter Gartenveranda. Das Speisezimmer ist in Teilen um zwei Stufen erhöht und mit einer Holzbalustrade sowie drei ägyptisierenden Säulen eingefasst. Diese leiten in einen fast vollständig in Holz gefassten Raum über. Kassettendecke, Wandverkleidung, Einbauschränke und große Schiebetüren sind im Original erhalten. Die hinter den Türen liegende Loggia diente vermutlich als Wintergarten. Besonders hervorzuheben ist die Gestaltung der Heizkörperverkleidung mit fein gearbeitetem Metallplättchendekor. Schränke und Regalfächer im nach Südosten ausgerichteten Wohnzimmer sind in die Wandvertäfelung eingelassen und mit abgestuften Konsolen sowie ägyptisierenden Säulchen versehen. Der Raum besitzt eine Ausbuchtung, die sich von außen als Erker darstellt – ein für Dülfer typisches Element. Nach Norden hin finden sich Küche und die Anrichte, welche später als Gymnastikraum dienen.
Das Obergeschoss umfasst Schlafräume, Bad und Garderobe. Auch hier sind Einbauschränke im Originalzustand erhalten. Die Bibliothek über dem Wohnzimmer greift dekorative Motive des Erdgeschosses auf. Besonders der Bereich des Runderkers ist durch eine Podesthebung und getäfelte Decke räumlich betont. Das aufgrund der Dachschräge an Fläche stark reduzierte Dachgeschoss enthält Atelier, Werkstatt, Mägdekammer und Kofferkammer, sowie Mädchenzimmer und Gästezimmer. Die differenzierte Raumstruktur zeugt von der funktionalen Durchdachtheit für einen großbürgerlichen Haushalt. Der gesamte Innenraum folgt einem strengen geometrischen Dekorsystem, das sich modular auf Quadrat, Rechteck und Dreieck stützt – sichtbar in Möbeln, Holzarbeiten, Verglasungen und Wandgliederungen.

## Gartenanlage
Die Gartenanlage des Landhauses repräsentiert ein seltenes Beispiel eines kühlen und etwas steifen Jugendstil-Gartens, in dem die Natur ähnlich wie die Architektur integriert wurde. Dülfer griff auf ein konsequentes Gesamtkonzept zurück, das die Gartenarchitektur als untrennbaren Bestandteil des gesamten Bauwerks verstand. An der Nordseite sind die Hecken quer angeordnet, wodurch abgeteilte Nischen entstehen, die sich nach Süden hin öffnen und so eine direkte Verbindung zum Umfeld herstellen. Die Südseite des Gartens ist durch einen Laubengang gegliedert, der eine räumliche Struktur schafft und den Außenbereich des Hauses definiert. Im Zentrum der Anlage befindet sich ein vertieftes Parterre, das von Wegen umgeben ist und durch eine niedrige Balustrade zum Haus hin abgeschirmt wird, wodurch eine klare Abgrenzung zwischen Garten und Architektur entsteht. Der gesamte Garten folgt einer strengen geometrischen Ordnung.